# あい (アツミサオリの曲)
「あい」は、アツミサオリの3枚目のシングル。2006年10月25日にLantisから発売された。

## 概要
前作「びいだま」から約1年11ヶ月ぶりのリリースであり、2006年に唯一リリースされたシングル。表題曲「あい」は、テレビアニメ『くじびきアンバランス』のオープニングテーマとして使用された。カップリング「例えば君の事」は尊敬するミュージシャン、斉藤和義の楽曲をカバーしたものである。

### 主な記録
2006年11月6日付のオリコン週間シングルチャートで77位を獲得。本作が初の100位入りとなった。

## 収録曲
（全作詞・作曲：アツミサオリ）
1. あい [3:37]
編曲：後藤康二
  - テレビアニメ『くじびきアンバランス』オープニングテーマ

アツミサオリ曰く「梨元勝がCD購入者に突撃し、「恐縮です!何故それを買ったんですかっ?」と取材したくなる楽曲であるという[1]。
2. 明日になれば [5:18]
編曲：アツミサオリ
3. 例えば君の事 [3:54]
編曲：アツミサオリ